# Gyrosteus mirabilis
El péz fósil Gyrosteus mirabilis es la única especie del género Gyrosteus, que ha sido descrita a partir de tan sólo 5 especímenes de fósil encontrados todos en Europa, y que vivieron al principio del periodo Jurásico.
Su anatomía es poco conocida, si bien es casi idéntica a la de los esturiones actuales —que probablemente evolucionan a partir de él— pero con la boca en posición terminal en vez de mirar hacia abajo como en los esturiones.

## Hábitat
Eran peces que nadaban activamente, con hábitos de vida nectobentónicos, depredadores con una dieta carnívora.